# Messua octonotata
Messua octonotata är en spindelart som först beskrevs av Pickard-Cambridge F. 1901.  Messua octonotata ingår i släktet Messua och familjen hoppspindlar. Inga underarter finns listade i Catalogue of Life.